# Mathias Gschnitzer
Mathias Gschnitzer (10. července 1808 Salcburk – 29. října 1884 Salcburk) byl rakouský politik německé národnosti, v 2. polovině 19. století poslanec Říšské rady a starosta Salcburku.

## Biografie
Profesí byl obchodníkem a továrníkem v rodném Salcburku. V říjnu 1847 se stal starostou Salcburku. Během revolučního roku 1848 vstoupil i do celostátní politiky. Ve volbách roku 1848 byl ovšem zvolen na rakouský ústavodárný Říšský sněm. Zastupoval volební obvod Salcburk-město. Uvádí se jako továrník, starosta. Již 8. listopadu 1848 ale mandát v parlamentu složil. V září 1850 odešel i z postu starosty rodného města.
Po obnovení ústavní vlády se zapojil do politiky. V roce 1861 se stal poslancem Salcburského zemského sněmu. Tehdy zastával funkci viceprezidenta obchodní a živnostenské komory v Salcburku. Zemský sněm ho roku 1861 delegoval i do Říšské rady (tehdy ještě volené nepřímo) za Salcbursko (kurie obchodních a živnostenských komor, obvod Salcburk). Opětovně byl zemským sněmem do Říšské rady delegován v roce 1867 a 1870. Rezignoval 1. srpna 1871. K roku 1861 se uvádí jako velkoobchodník a fabrikant, bytem v Salcburku.
Od roku 1867 působil jako prezident obchodní a živnostenské komory v Salcburku. Stranicky se profiloval jako německý liberál (takzvaná Ústavní strana, liberálně a centralisticky orientovaná, odmítající federalistické aspirace neněmeckých etnik). Podporoval občanská práva a náboženské svobody.